# Ernst Daniël Smid
Ernst Daniël Smid (Enschede, 6 mei 1953) is een Nederlands zanger en presentator. Als zanger heeft hij voornamelijk baritonrollen gezongen in opera's en musicals.

## Levensloop en zangrollen
Ernst Daniël Smid volgde van 1975 tot 1978 een zangopleiding aan het Amsterdams Conservatorium bij onder meer Erna Spoorenberg. Vanaf 1978 vertolkte hij diverse grote operarollen, zoals Mefisto in Faust, Germont in La traviata en Figaro in Le nozze di Figaro.
Hij had engagementen bij de operahuizen van Mannheim, Wuppertal en Belfast en bij Carnegie Hall, Opera Forum en De Nederlandse Opera. 
Smid speelde van 1990 tot 2004 rollen in diverse musicalproducties, waaronder Javert in de Joop van den Ende-musical Les Misérables. Hij vertolkte Sweeney Todd naast Simone Kleinsma als (pastei)bakkersvrouw Mrs. Lovett in de gelijknamige productie. Hij speelde Georg Von Trappin The Sound of Music, gebaseerd op het leven van Von Trapp en zijn gezin zoals zijn tweede echtgenote Maria von Trapp dat beschreef in haar boek Vom Kloster zum Welterfolg. Smid speelde Jackson in The Hired Man. De twee laatstgenoemde waren producties van het Koninklijk Ballet van Vlaanderen en werden gedirigeerd door Max Smeets. In 1992 bracht Smid zijn eerste solo-cd uit met Nederlandstalige chansons en liederen waarvoor hij de Zilveren Harp ontving. In maart 2005 kwam een nieuwe cd uit met Nederlandstalige luisterliedjes.
Van 1998 t/m 2010 presenteerde Smid het televisieprogramma Una Voce Particolare, dat in 2010 zijn elfde seizoen beleefde, en vanaf 2001 tot aan 2019 het Radio 4-programma Ernst Daniël. Verder presenteerde hij de programma's Wonderlijke Wegen, het Nationaal Gala Kankerbestrijding en Kaaskoppen en Waterlanders. In april 2005 startten de try-outs voor zijn derde theaterprogramma, dat vanaf begin 2006 door het land toerde. Vanwege het grote succes in 2008 maakte Smid opnieuw een theatertournee door heel Nederland met De 3 Baritons (Henk Poort, Marco Bakker en Smid) die eind december 2009 van start ging en in maart 2010 werd afgesloten in Koninklijk Theater Carré. Smid vertolkte in de musical Aspects of Love die op 7 oktober 2012 in première ging de rol van George.

### Sociaal bewogen
Op 9 mei 2008 werd Smid benoemd tot Ridder in de Orde van Oranje-Nassau vanwege het feit dat hij zich al dertig jaar lang op exceptionele wijze verdienstelijk had gemaakt voor de klassieke muziek, alsmede de wijze waarop hij dat talent had ingezet voor de samenleving en zijn bijdrage aan diverse goede doelen. De versierselen werden hem door Milo Schoenmaker, destijds  burgemeester van Bussum, opgespeld. Smid is ambassadeur van Stichting Weeshuis Egyam in Ghana en beschermheer van de Stichting Progeria. Sinds 2009 is Ernst Daniël Smid de eerste Nederlandse ambassadeur van de Hear the World Foundation, een non-profitorganisatie die zich inzet voor gelijke kansen en een betere kwaliteit van leven voor mensen met gehoorverlies. Smid bevindt zich daarmee in gezelschap van onder andere Kate Moss, Bruce Springsteen, Cindy Crawford, Harry Belafonte en Sting. Op 22 april 2010 nam Smid tijdens de opening van een evenement een nieuwe witte roos in ontvangst die naar hem was vernoemd, de Ernst Daniël Smid roos. In 2012 was Smid te gast bij De Toppers in de Amsterdam ArenA.

### Privéleven
Smid is afkomstig uit een Twents gezin van negen kinderen. Op zijn 21ste trouwde hij en kreeg twee kinderen. Na scheiding hertrouwde hij met 
Roos Giesen van der Sluis met wie hij een dochter, Coosje Smid kreeg die actrice werd.
Zijn vrouw overleed in 2012 op 47-jarige leeftijd. 
In juli 2010 maakte hij samen met zijn dochter een reis naar Niger voor Oxfam Novib in het kader van zijn programma Van Popster tot Operaster dat op 28 augustus 2010 werd uitgezonden bij de NCRV. In juli 2011 maakte hij samen met haar een tweede reis naar Bangladesh voor Oxfam Novib in het kader van de tweede editie van het programma dat op 31 augustus 2011 werd uitgezonden bij de NCRV. 
Op 13 november 2019 maakte Smid in een uitzending van Pauw bekend dat bij hem de ziekte van Parkinson is vastgesteld. Tot dat moment had hij daarover uit schaamte gezwegen. In oktober 2020 was hij ondanks zijn ziekte deelnemer bij The Masked Singer. In de uitzending van Rooijakkers over de vloer op 7 april 2021 liet hij weten dat hij Multisysteematrofie (MSA) heeft, lijkend op de ziekte van Parkinson, maar zich onder andere uitend in een andere levensverwachting.

## Discografie

### Albums
| Album met eventuele hitnotering(en) in de Nederlandse Album Top 100 | Datum van verschijnen | Datum van binnenkomst | Hoogste positie | Aantal weken | Opmerkingen                   |
| ------------------------------------------------------------------- | --------------------- | --------------------- | --------------- | ------------ | ----------------------------- |
| Drie baritons                                                       | 1995                  | 20-05-1995            | 29              | 10           | met Marco Bakker & Henk Poort |
| Una voce particolare                                                | 2002                  | 09-02-2002            | 100             | 1            | als Ernst Daniël Smid e Amici |
| Gevoel van geluk                                                    | 2004                  | 17-05-2003            | 4               | 20           |                               |
| Als de dag van toen                                                 | 2005                  | 07-05-2005            | 35              | 6            |                               |

### Singles
| Single met eventuele hitnotering(en) in de Nederlandse Top 40 | Datum van verschijnen | Datum van binnenkomst | Hoogste positie | Aantal weken | Opmerkingen                                                        |
| ------------------------------------------------------------- | --------------------- | --------------------- | --------------- | ------------ | ------------------------------------------------------------------ |
| Ben je ook voor Nederland? - De geluksvogeltjesdans           | 15-05-2012            | 02-06-2012            | 3               | 4            | met Yes-R & Wolter Kroes/ Nr. 4 in de Single Top 100               |
| Kerstmis vier je samen                                        | 2014                  | 13-12-2014            | tip25           | -            | als onderdeel van Eenmaal Voor Allen / Nr. 68 in de Single Top 100 |

### Overige
- 1997 - opera Merlijn (als bariton met het Radio Filharmonisch Orkest o.l.v. David Porcelijn): componist Willem Pijper, librettist Simon Vestdijk; begonnen in 1939 (onvoltooid)
- 2004 - Dichtersliefde (Robert Schumanns Dichterliebe): hertaald en voorgezongen door Jan Rot
- 2005 - Sailing to Amsterdam (samen met het Scheldeloodsenkoor)

## Televisie
Ernst Daniël Smid figureerde in diverse programma's, waaronder:
- Dancing with the Stars, deelnemer (RTL 4)
- Wie van de Drie, vast panellid (MAX)
- Una Voce Particolare, presentatie (NCRV, eerst TROS)
- Wonderlijke Wegen, presentatie (NCRV)
- Kaaskoppen en Waterlanders, presentatie (NCRV)
- Flikken Maastricht, gastrol in aflevering "Bestorming" (TROS)
- God in de Lage Landen, presentatie (EO)
- Van Popster tot Operaster, speciaal voor Oxfam Novib, presentatie (NCRV)
- Voetbal International, eenmalige gastrol (RTL)
- In de Vlaamsche pot, gastrol (Veronica)
- Gala of Stars, benefiet-circusvoorstelling (RTL4)
- Tijd van leven, cafébaas (KRO)
- Flodder, gastrol (RTL)
- De Slimste Mens (KRO-NCRV)
- The Masked Singer, in het kostuum van de Yeti (RTL4)
- Secret Duets, secret singer (RTL4)
- DNA Singers, samen met broer Marcel (RTL4)
- Dit is Gelderland (TV Gelderland)

## Nasynchronisatie
- Pocahontas (1995) als Gouverneur Ratcliffe
- The Hunchback of Notre Dame (1996) als Frollo (zangstem)
- Anastasia (1997) als Rasputin (zangstem)
- Pocahontas II: Reis naar een Nieuwe Wereld (1998) als Gouverneur Ratcliffe
- Tarzan (1999) als Clayton
- Paniek op de Prairie (2004) als Alameda Slim
- Disney Princess Betoverde Verhalen: Volg Je Dromen (2007) als Koning Hugo
- Wickie de Viking (2010) als Halvar0
- Despicable Me (2010) als Mr. Perkins
- Brave (2012) als Heer MacGuffin
- Wickie en de Schat van de Goden (2012) als Halvar
- Ice Age: Continental Drift (2012) als Captain Gutt
- Beauty and the Beast (2014) als Le Merchant
- Minions: The Rise of Gru (2022) als Mr. Perkins

## Film
- Tijd van leven (1999) Andre van Duren
- Toscaanse Bruiloft  (2014) als Tom
- Sinterklaas & Diego: Het Geheim van de Ring (2014) als Kerstman
- Smelt (2023) als Ernst